# Clinodiplosis rhododentri
Clinodiplosis rhododentri är en tvåvingeart som först beskrevs av Ephraim Porter Felt 1939.  Clinodiplosis rhododentri ingår i släktet Clinodiplosis och familjen gallmyggor. Inga underarter finns listade i Catalogue of Life.